# Disfiguring the Goddess
Disfiguring The Goddess (в переводе с англ. — «Обезображивая Богиню») — американская дэт-метал группа из города Минден, штат Невада. Проект Disfiguring The Goddess был сформирован в 2006 году, Кэмероном Аргоном, Джо Броадом и Филом Мизерикордиамом. К сегодняшнему дню группа выпустила пять полноформатных альбомов, два EP и два демо.

## Дискография

### Студийные альбомы
- 2009: Disfiguring The Goddess
- 2011: Circle Of Nine
- 2013: Black Earth Child
- 2013: Deprive
- 2019: Katapillar

### EP
- 2008: Summer Promo
- 2012: Sleeper

### Demo
- 2007: Disfiguring The Goddess
- 2008: Defaced From Humanity

## Текущий состав
- Кэмерон  «Big Chocolate» Аргон — вокал, гитара, бас-гитара, синтезаторы (2006-н.в.)